# Schluss mit diesem System

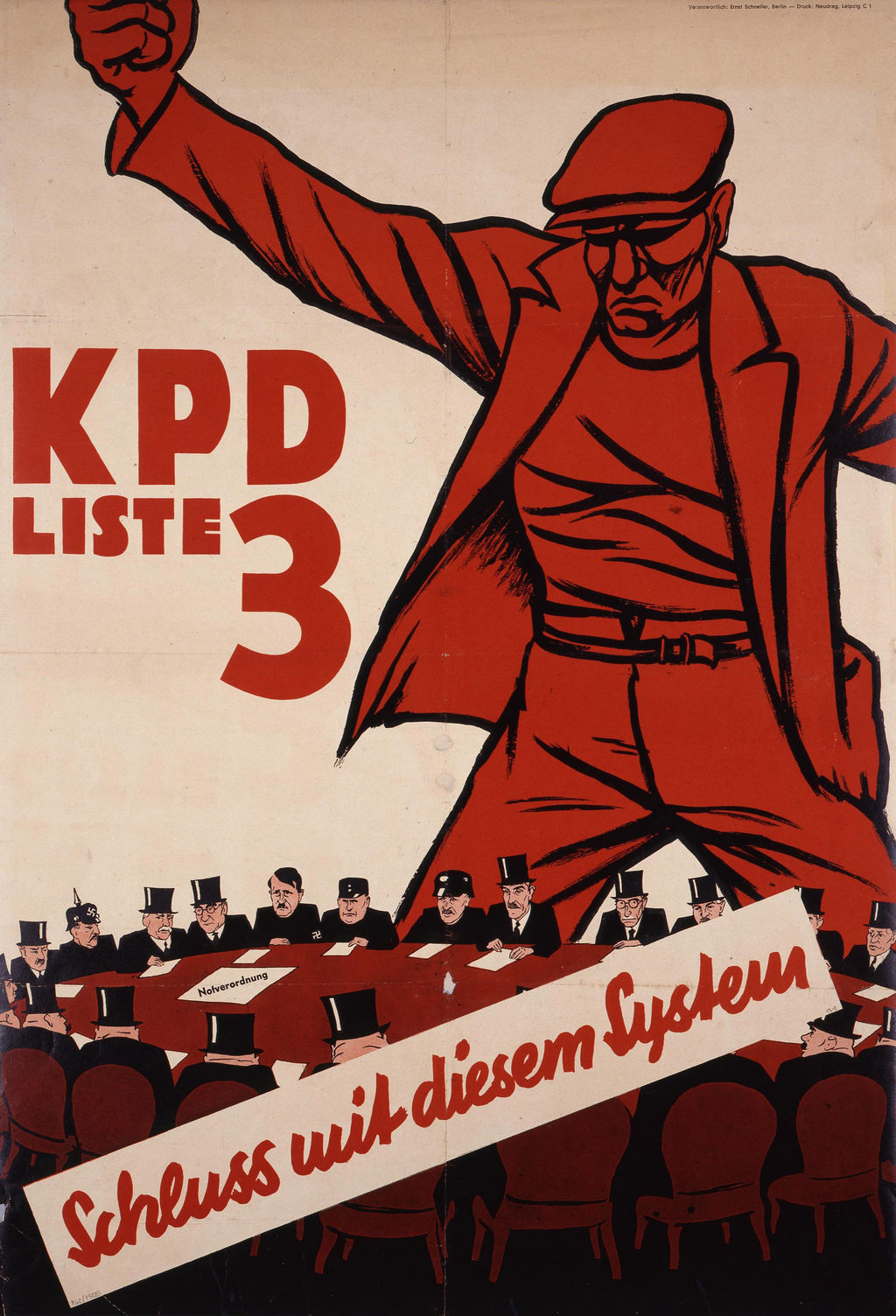
Schluss mit diesem System

Schluss mit diesem System – plakat wyborczy Komunistycznej Partii Niemiec z 1932 roku.

## Opis
Plakat pochodzi z okresu kampanii wyborczej przed ostatnimi wolnymi wyborami parlamentarnymi w Republice Weimarskiej, które odbyły się w listopadzie 1932 roku. Na Komunistyczną Partię Niemiec (KPD), oddano niecałe 6 milionów głosów co przełożyło się na 100 mandatów w Reichstagu i było dla partii wynikiem lepszym niż ten osiągnięty w „wyborach lipcowych”. Tak dobry wynik komuniści zawdzięczali części ludności niemieckiej, a zwłaszcza proletariatowi który był niezadowolony z konserwatywnego i reakcyjnego klubu wielkich posiadaczy ziemskich, bankierów i szeroko pojętego biznesu zwanego Deutscher Herrenklub, który ich zdaniem oplótł niemiecki rząd. KPD przedstawiała się jako energiczna alternatywa, która wiedziała, co zrobić by zmienić ten system rządów. 
Plakat w sposób bardzo czytelny przedstawia kto jest wrogiem wielkiego czerwonego robotnika uosabiającego proletariat, który unosi prawą rękę i zaciska pięść. Przy okrągłym stole oprócz Adolfa Hitlera i otyłych mężczyzn w cylindrach symbolizujących sojusz nazizmu i kapitalizmu, widoczni są wojskowi w pikielhaubie i stahlhelmie, symbolizujący militaryzm i agresję względem sąsiadów. Na stole leży dokument z napisem „Notverordnung” oznaczający 48 artykuł konstytucji weimarskiej, mówiący o tym że Prezydent Rzeszy może zawiesić prawa obywatelskie po powiadomieniu parlamentu.